# Kokkarit
Kokkarit är öar i Finland. De ligger i Bottenhavet eller Skärgårdshavet och i kommunen Nystad i landskapet Egentliga Finland, i den sydvästra delen av landet. Öarna ligger omkring 71 kilometer nordväst om Åbo och omkring 220 kilometer väster om Helsingfors.
Arean för den av öarna koordinaterna pekar på är 1,1 hektar och dess största längd är 210 meter i sydöst-nordvästlig riktning. Närmaste större samhälle är Nystad, 16,8 km öster om Kokkarit.